# 紫瑶山
26°44′17″N 115°13′50″E / 26.7380°N 115.2305°E
紫瑶山，又名匡山，位于江西省泰和县东南部，是苑前、中龙和小龙三个乡镇的界山，海拔905.9米，是当地的名胜之一。原名义山，因传说西晋永嘉年间有王子瑶得仙于此而改名为王山，又称子瑶山，后改为紫瑶山，清代王融撰有《子瑶山记》。又因唐贞观初年匡智在此山修炼而得名匡山，主峰定光岩前有“匡山胜境”庙额。
紫瑶山紧傍洞口水库，山上森林茂密，鸟语花香，有罗汉寺、罗汉樟、定光寺、读书岩、罗汉泉、洞口水库、鹰嘴石、青蛙石、通天桥、双狮石等景观。

## 主要景点
- 罗汉寺，位于半山腰，为匡智建于唐贞观元年（627年），原寺已毁，现为1998年重建，同时供奉佛、道、儒三教神像。
- 金顶寺和观音堂：均位于最高峰定光岩峰顶，据传为王子瑶始建，现两寺重建于1980年。